# 跨聯盟籃球邀請賽
跨聯盟籃球邀請賽為中華民國籃球協會主辦的籃球賽事，2022年中華民國籃球協會原先預定威廉瓊斯盃國際籃球邀請賽在8月復辦，受到COVID-19疫情影響順延至9月，但之後決定停辦，檔期改辦理跨聯盟籃球邀請賽。

## 歷屆冠軍
| 年份 | 奪冠球隊     | 參考  |
| ---- | ------------ | ----- |
| 2022 | 台灣啤酒英熊 | [ 4 ] |
| 2023 | 政大雄鷹     | [ 5 ] |
| 2024 | 菲律賓大學隊 | [ 6 ] |

## 外部連結
- 官方网站